# جون دالي (سياسي)
جون دالي (بالنرويجية البوكمول: John Dale)‏ هو سياسي نرويجي، ولد في 22 مارس 1940 في النرويج. حزبياً، نشط في حزب الوسط. وقد انتخب عضو برلمان النرويج ‏.